# Sedliacka Dubová
Sedliacka Dubová és un poble i municipi d'Eslovàquia que es troba a la regió de Žilina, al centre-nord del país.

## Demografia
| Godina             | 1994 | 2004   | 2014   | 2024   |
| ------------------ | ---- | ------ | ------ | ------ |
| Nombre de persones | 506  | 504    | 516    | 536    |
| Diferència         |      | −0,39% | +2,38% | +3,87% |

| Godina             | 2023 | 2024   |
| ------------------ | ---- | ------ |
| Nombre de persones | 533  | 536    |
| Diferència         |      | +0,56% |

## Llocs d'interès
Tot i ser un municipi petit, hi ha dues esglésies i cinc capelles:
- Església de Sant Miquel Arcàngel (any 1880)
- Església de Sant Cosme i Damian
- Capella de Sant Hubert i Sant Florià (any 2000)
- Capella de Sant Anton de Pàdua (any 2002)
- Capella de la Mare de Déu de Fàtima (any 1940)
- Capella de Sant Joan Nepomucè (any 1950).